# Vasili Sokolov
Vasili Pávlovich Sokolov (en ruso: Василий Павлович Соколов; Kamenitsy, 16 de junio de 1902 - Vorónezh, 7 de enero de 1958) fue un oficial militar soviético y Héroe de la Unión Soviética.
Tras su servicio militar como oficial subalterno, Sokolov se convirtió en oficial de la milítsiya, pero fue llamado de nuevo al servicio activo a principios de la década de 1930. Ocupó puestos de Estado Mayor y, tras la operación Barbarroja, se desempeñó como jefe de Estado Mayor de división y comandante de regimiento. Posteriormente comandó la 45.ª División de Fusileros durante la batalla de Stalingrado y continuó en ese puesto después de que la división se convirtiera en la 74.ª División de Fusileros de la Guardia. Resultó gravemente herido a finales de 1943, aunque regresó a la acción como comandante de la 60.ª División de Fusileros de la Guardia. Sokolov dirigió esta última unidad durante el resto de la guerra y fue nombrado Héroe de la Unión Soviética por su liderazgo durante la batalla de Berlín. Después de la guerra, ocupó diversos puestos en la administración militar soviética en Alemania y terminó su carrera en la década de 1950 como asesor del ejército de la Alemania del Este.

## Biografía

### Infancia y juventud
Vasili Sokolov nació en el seno de una familia de campesinos rusos el 16 de junio de 1902 en la aldea de Kamenitsy, en la gobernación de Smolensk —en esa época situada en el Imperio ruso, actualmente ubicada en el óblast de Smolensk en Rusia—. Se graduó de la escuela primaria y trabajó como obrero antes de graduarse en una escuela vocacional.
Reclutado en el Ejército Rojo en octubre de 1924, fue enviado al destacamento de cadetes de un año del 22.º Regimiento de Fusileros de la 8.ª División de Fusileros en Babruisk. Tras graduarse en noviembre de 1925, se alistó de nuevo un año más y permaneció en el 22.º Regimiento como comandante subalterno. Trasladado a la reserva en septiembre de 1926, Sokolov trabajó como oficial superior de la militsiya, jefe de investigaciones criminales y subjefe del departamento de militsiya del distrito en Cherepanovo. En mayo de 1929 ascendió a inspector del subdepartamento de la militsiya del Departamento Administrativo del Okrug de Tomsk, y en 1930 comenzó a estudiar en el departamento de ciencias físicas y matemáticas de la Universidad Estatal de Tomsk.
Tras ser llamado nuevamente a filas el 15 de enero de 1932, fue nombrado comandante de pelotón del 232.º Regimiento de Fusileros de Tomsk, de la 78.ª División de Fusileros. En junio de 1933, asumió el cargo de jefe del Cuarto Departamento del Estado Mayor de la división y, en enero de 1935, jefe de Estado Mayor de un batallón del 232.º Regimiento de Fusileros. En agosto de ese mismo año, fue transferido al 313.º Regimiento de Fusileros de la 105.ª División de Fusileros del Ejército Especial Bandera Roja del Lejano Oriente, donde sirvió como subjefe de Estado Mayor del regimiento y compañía de reconocimiento interina.
Enviado a estudiar a la Academia Militar Frunze en septiembre de 1937, Sokolov se convirtió en jefe del departamento de reconocimiento del Estado Mayor de la 51.ª División de Fusileros tras su graduación en octubre de 1939. Con la 51.ª, luchó en la Guerra de Invierno en el istmo de Carelia y fue condecorado con la Orden de la Estrella Roja. Nombrado jefe del departamento operativo del Estado Mayor de la división en junio de 1940, participó en la ocupación soviética de Besarabia. En mayo de 1941, ya con el grado de capitán, Sokolov fue transferido al mismo puesto en el 3.er Cuerpo Aerotransportado, que se formó en Pervomaisk.

### Segunda Guerra Mundial
Tras el inicio de la invasión alemana de la Unión Soviética, la unidad de Sokolov se trasladó a las cercanías de Kiev y luchó en la batalla por la ciudad. Nombrado jefe de Estado Mayor del cuerpo en agosto, sirvió con el cuerpo en acciones defensivas en la zona de Oster, Konotop y Belopolets en septiembre, antes de retirarse hacia Kursk. En el combate, el cuerpo estuvo rodeado durante cinco días antes de escapar y alcanzar las líneas soviéticas. Posteriormente, el cuerpo luchó en la zona de Tim, donde se reorganizó como la 87.ª División de Fusileros del 40.º Ejército. En este último ejército, Sokolov, ahora mayor, fue nombrado comandante del 283.º Regimiento de Fusileros. Cuando la 87.ª se convirtió en la 13.ª División de Fusileros de la Guardia en marzo de 1942, su regimiento se convirtió en la 42.ª División de la Guardia.

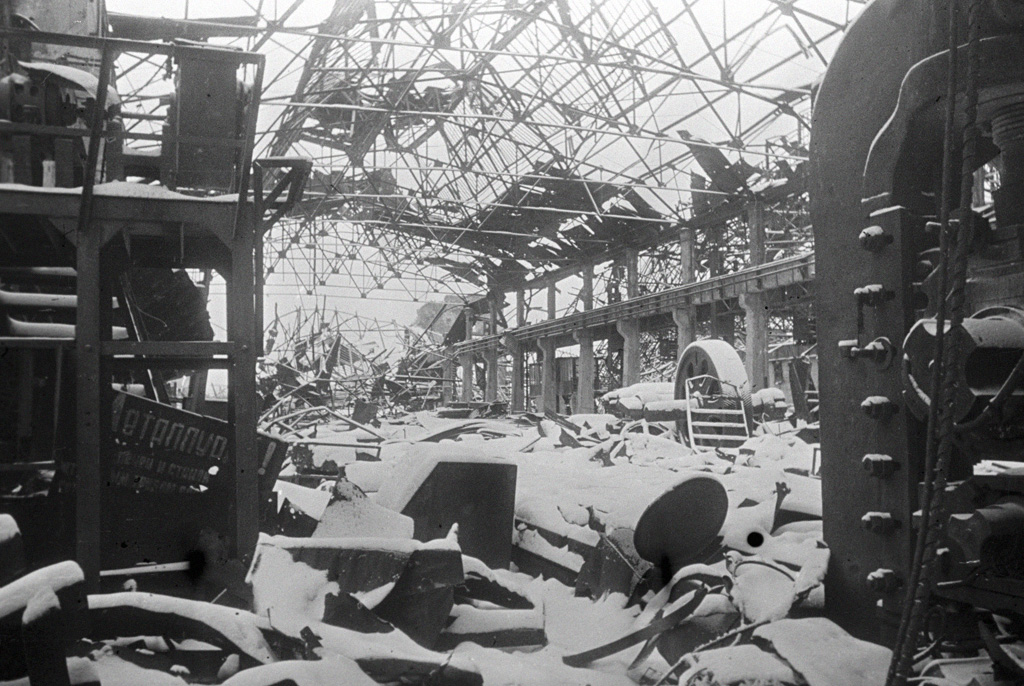
La fábrica Octubre Rojo en ruinas durante la batalla de Stalingrado

Sokolov fue nombrado comandante de la 45.ª División de Fusileros, que se encontraba a la defensiva en la zona de Novoposelok, Leshchplota, Bogdanovka, Milovatka y Selishche, el 10 de marzo. Tras el cerco de la división, el 3 de julio el mando del Frente de Briansk le ordenó retirarse combatiendo hacia Stari Oskol. Para el 20 de julio, la división había escapado y fue reubicada en Krasny Limán, óblast de Vorónezh, para su reconstrucción. La división fue enviada al Frente de Stalingrado el 18 de octubre, uniéndose al 62.º Ejército en la batalla de Stalingrado. Durante los siguientes cien días, Sokolov lideró a la 45.ª División en feroces combates en las fábricas, Octubre Rojo y Barricadas. Por sus acciones en el combate urbano, la 45.ª recibió el título honorífico de Guardias y se convirtió en la 74.ª División de Fusileros de la Guardia el 1 de marzo de 1943, Sokolov, quien fue ascendido a mayor general ese mismo día, continuó al mando de la renombrada división.
Tras la rendición de las tropas alemanas atrapadas en Stalingrado, la división de Sokolov permaneció en la ciudad durante varias semanas con el Grupo de Fuerzas de Stalingrado. El 74.º Regimiento de la Guardia pasó a formar parte del 29.º Cuerpo de Fusileros de la Guardia, que se convirtió en el 8.º Ejército de la Guardia, y participó en la construcción de una línea defensiva en la orilla izquierda del Oskol. Desde mayo defendieron posiciones en el río Donets y, a partir de julio, combatieron en la ofensiva de Izium-Barvenkovo y en la ofensiva del Dombás. Durante esta última ofensiva, el 9 de septiembre, resultó gravemente herido en la zona de Barvenkovo y fue evacuado a un hospital. Tras recuperarse, regresó al 74.º Regimiento de la Guardia, pero el 29 de noviembre fue relevado del mando.

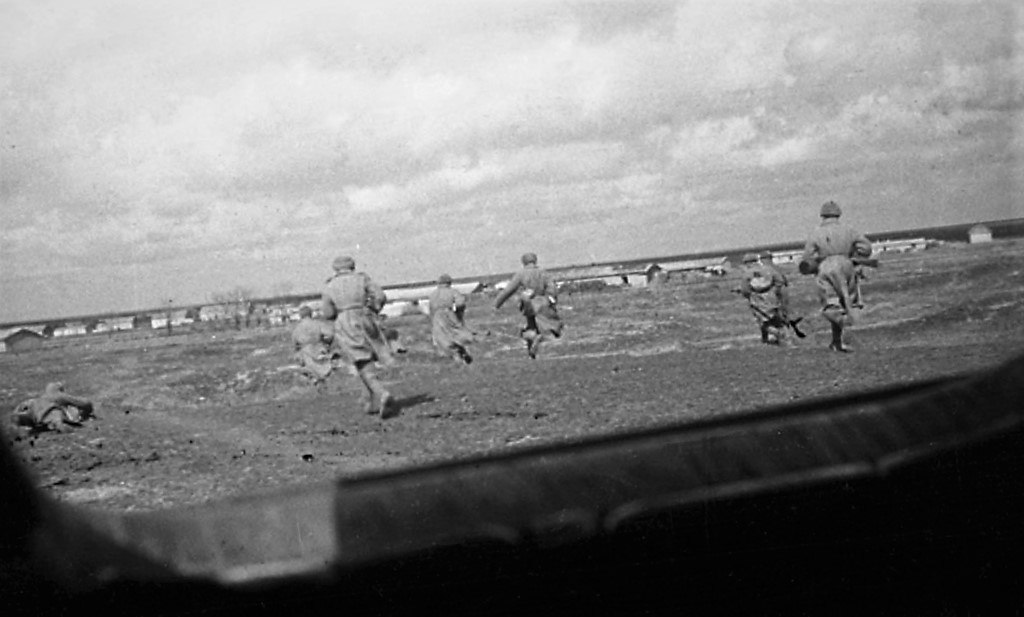
Tropas del Tercer Frente Ucraniano combatiendo en las cercanías de Jersón durante la ofensiva de Bereznegovatoye-Snigirevka

En diciembre, recibió el mando de la 60.ª División de Fusileros de la Guardia, unidad que dirigió durante el resto de la guerra. Con el 6.º Ejército del Tercer Frente Ucraniano, la división luchó en la ofensiva de Nikopól-Krivói Rog y la ofensiva de Bereznegovatoye-Snigirevka en los primeros meses de 1944, avanzando 300 kilómetros. A finales de marzo, la división fue transferida al 46.º Ejército para la Ofensiva de Odesa, el 14 de abril cruzó el Dniéster cerca de Olănești y luchó por conservar su cabeza de puente. Sokolov dirigió la división en la segunda ofensiva de Jassy-Kishinev como parte del 5.º Ejército de Choque, durante la cual luchó para capturar Kishinev.
Transferido con el ejército al Primer Frente Bielorruso en noviembre de 1944, Sokolov lideró la división en la ofensiva del Vístula-óder y la batalla de Berlín en 1945. En la ofensiva del Vístula-Oder, la división rompió las defensas alemanas el 14 de enero y en quince días avanzó 570 kilómetros para capturar una cabeza de puente en la orilla oeste del Óder. Durante la batalla de Berlín, la división capturó Altlandsberg, luego se abrió paso hasta Berlín, capturando los cuarteles de Biesdorf, Friedrichsfelde y Rummelsburg. El 29 de mayo, Sokolov fue galardonado con el título de Héroe de la Unión Soviética por su liderazgo de la división, a la que se le concedió la Orden de Suvórov de 2.do grado, por sus acciones.

### Posguerra
Tras el fin de la guerra, continuó al mando de la división como parte del Grupo de Fuerzas de Ocupación Soviéticas en Alemania (GSOVG). Tras su disolución en diciembre de 1946, fue nombrado jefe del departamento militar de la Dirección Militar de la Administración Militar Soviética en Alemania (SVAG) en marzo de 1947.

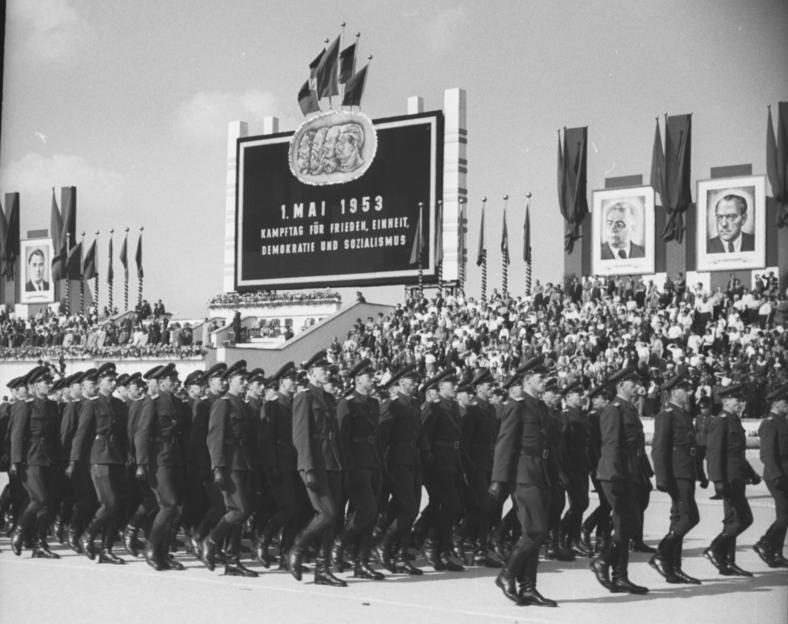
Tropas de la Kasernierte Volkspolizei en un desfile en Berlín el 1 de mayo de 1953

Desde noviembre de 1948, fue jefe del departamento de entrenamiento de combate y subjefe de la Dirección de Servicio y Entrenamiento de Combate del Comandante de la SVAG. Tras completar el Curso Académico Superior en la Academia Militar del Estado Mayor de las Fuerzas Armadas de la URSS entre mayo de 1949 y junio de 1950, fue enviado al Distrito Militar de Leningrado para comandar la 45.ª División de Fusileros de la Guardia. En octubre de 1952, regresó a la GSOVG, donde se convirtió en asesor militar superior del jefe de la dirección territorial de la Kasernierte Volkspolizei. Se retiró en marzo de 1956 y fijó su residencia en Vorónezh, donde falleció el 7 de enero de 1958.

## Condecoraciones
A lo largo de su carrera militar Sokolov fue galardonado con las siguientes condecoraciones:
Unión Soviética
|  | Héroe de la Unión Soviética (29 de mayo de 1945)                                                           |
|  | Orden de Lenin, tres veces (6 de abril de 1945, 29 de mayo de 1945 y 13 de junio de 1952)                  |
|  | Orden de la Bandera Roja, tres veces (5 de noviembre de 1941, 22 de febrero de 1943 y 20 de junio de 1949) |
|  | Orden de Suvórov de 2.do grado (26 de octubre de 1943)                                                     |
|  | Orden de Kutúzov de 2.do grado (13 de septiembre de 1944)                                                  |
|  | Orden de Bohdán Jmelnitski de 2.do grado (19 de marzo de 1944)                                             |
|  | Orden de la Estrella Roja, dos veces (7 de abril de 1940 y 30 de abril de 1945)                            |
|  | Medalla por el Servicio de Combate (3 de noviembre de 1944)                                                |
|  | Medalla por la Defensa de Stalingrado (1942)                                                               |
|  | Medalla por la Conquista de Berlín (1945)                                                                  |
|  | Medalla por la Victoria sobre Alemania en la Gran Guerra Patria 1941-1945 (1945)                           |
|  | Medalla del 30.º Aniversario de las Fuerzas Armadas de la URSS                                             |

Otros países
- Orden Patriótica del Mérito de 1.er grado (República Democrática Alemana)
- Orden Militar por Servicios a la Patria y al Pueblo (RDA)
- Orden de la Cruz de Grunwald de 3.er grado